# 김재곤 (1912년)
김재곤(金載坤, 1912년 8월 10일 ~ 1994년 6월 17일)은 제3,4,5대 민의원의원을 지낸 대한민국의 정치인이다. 경남 마산에서 태어났다.

## 경력
- 1935년 진해고등해원양성소 항해과를 졸업하고 도선사로 10년 가까운 해양생활을 마쳤다.
- 갑종선장 면허장 취득
- 회령환1등 운전사 근무
- 1947년 목포항만서장
- 인천해사국장
- 1948년 부산항만청 부청장
- 1949년 교통부 해운국 표지과장을 거쳐
- 1951년 인천지방해무청장 (6대)
- 1952년경, 레슬링 선수 임대영(1954년 아시안 게임 동메달)이 제물포고등학교 옆에 있었던 관사에서 신혼생활을 할 수 있도록 방을 마련해 주었다.
- 대한선박화물검수협회장
- 경기도 야구ㆍ축구협회장
- 민주당 중앙상임위원
- 대한레스링연맹경기도지부장

## 역대 선거 결과
|  | 37.23% |

|  | 51.94% |

|  | 47.47% |

|  | 32.41% |

|  | 5.97% |